# Нови Завой
Вижте пояснителната страница за други значения на Завой.
Нови Завой (на сръбски: Нови Завој или Novi Zavoj) е село в Сърбия, община Пирот. В 2002 година селото има 1458 жители.

## Георгафия
Селото е разположено в областта Долни Висок, в долината на река Височица.

## История
В края на XVI или началото на XVII век в село Завой е изографисана църквата „Възнесение Господне“. През 1857 година учител в селото е Васа Пейчин В 1879 година Завой има 167 домакинства.
При избухването на Балканската война в 1912 година един човек от Завой е доброволец в Македоно-одринското опълчение.
През 1963 година масивно свлачище прегражда река Височица и създава естествено езеро дълго 500 метра, което наводнява село Завой в Долния Висок. Това езеро е пресушено, но на негово място е създаден укрепен язовир - Завойското езеро, и е построена водноелекрическа централа „Завой“. Завойското езеро има площ от 5,53 км², височина от 612 м и дълбочина от 60 м. За жителите на потопеното село Завой е построено село Нови Завой на по-високо място.

## Личности
Родени в Завой
- Добри Пенчев (1888 – ?), македоно-одрински опълченец, 3 рота на 11 сярска дружина[5]